# Wolfgang Pepper
Wolfgang Pepper  (* 14. Oktober 1910 in Kiel; † 12. Oktober 1997 in Berlin) war ein deutscher Journalist und Politiker (SPD).

## Leben und Beruf
Pepper wurde als Sohn eines Buchdruckers geboren. Nach dem Besuch der Volksschule absolvierte er zunächst ein journalistisches Volontariat und arbeitete anschließend für sozialdemokratische Zeitungen in Schleswig-Holstein. Im Jahr 1933 wurde er aus politischen Gründen entlassen und mit einem Berufsverbot versehen. Während der Zeit des Nationalsozialismus war er als kaufmännischer Angestellter tätig. Er wurde 1939 zur Wehrmacht eingezogen, nahm als Soldat am Zweiten Weltkrieg teil und geriet zuletzt in Gefangenschaft.
Nach seiner Entlassung aus der Kriegsgefangenschaft zog Pepper nach Augsburg und fungierte dort als Leiter des städtischen Presseamtes. Von 1946 bis 1956 arbeitete er als Lokalredakteur bei der Schwäbischen Landeszeitung.

## Politik
Pepper hatte sich während der Zeit der Weimarer Republik der SPD angeschlossen, die 1933 von den Nationalsozialisten verboten wurde. Nach 1945 war er erneut Mitglied der Sozialdemokraten. Pepper war seit 1948 Stadtrat in Augsburg und wurde dort 1952 zum Vorsitzenden der SPD-Fraktion gewählt. Pepper war seit 1956 Bürgermeister der Stadt Augsburg und übernahm 1958 als Stadtkämmer zusätzlich die Leitung des Finanzreferates. Von 1964 bis 1972 amtierte er als Oberbürgermeister der Stadt. In seine Amtszeit fiel die Gründung der Universität Augsburg sowie die Planung des Zentralklinikums.

## Ehrungen
- 1973: Bundesverdienstkreuz 1. Klasse
- 1974: Ehrensenator der Universität Augsburg[1]
- 1978: Ehrenbürger der Stadt Augsburg